# Solenopsis schmalzi
Solenopsis schmalzi är en myrart som beskrevs av Auguste-Henri Forel 1901. Solenopsis schmalzi ingår i släktet eldmyror, och familjen myror.

## Underarter
Arten delas in i följande underarter:
- S. s. flaveolens
- S. s. schmalzi

## Bildgalleri

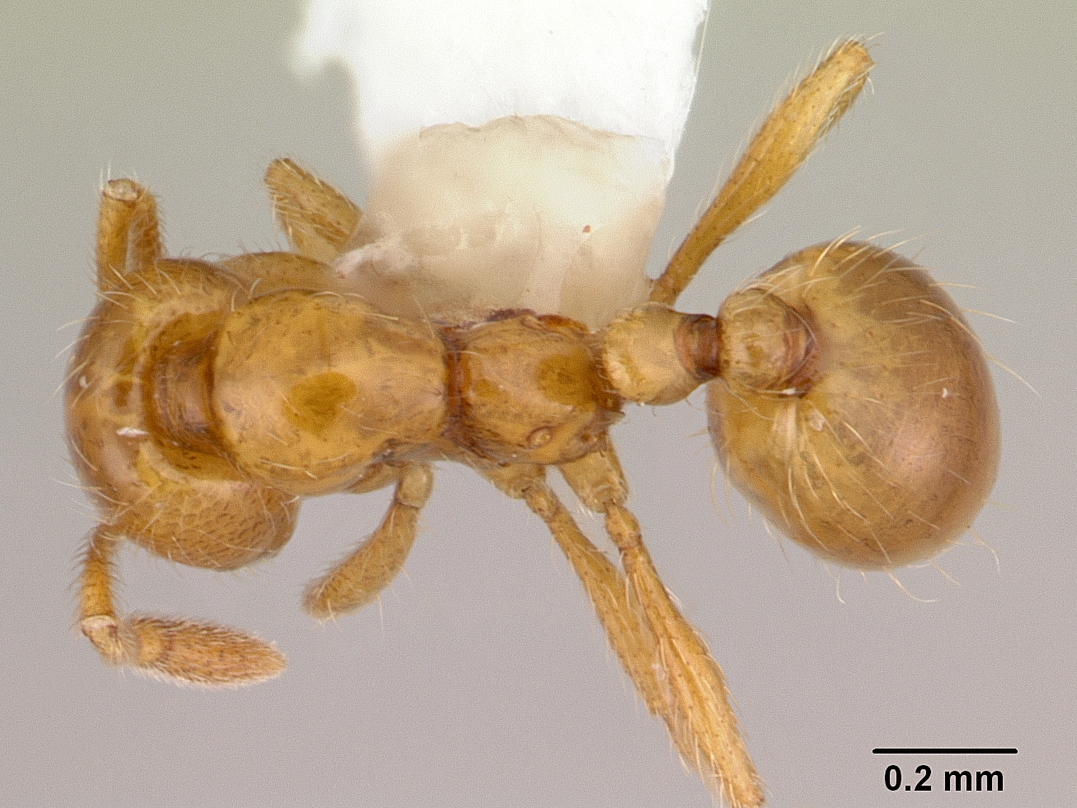
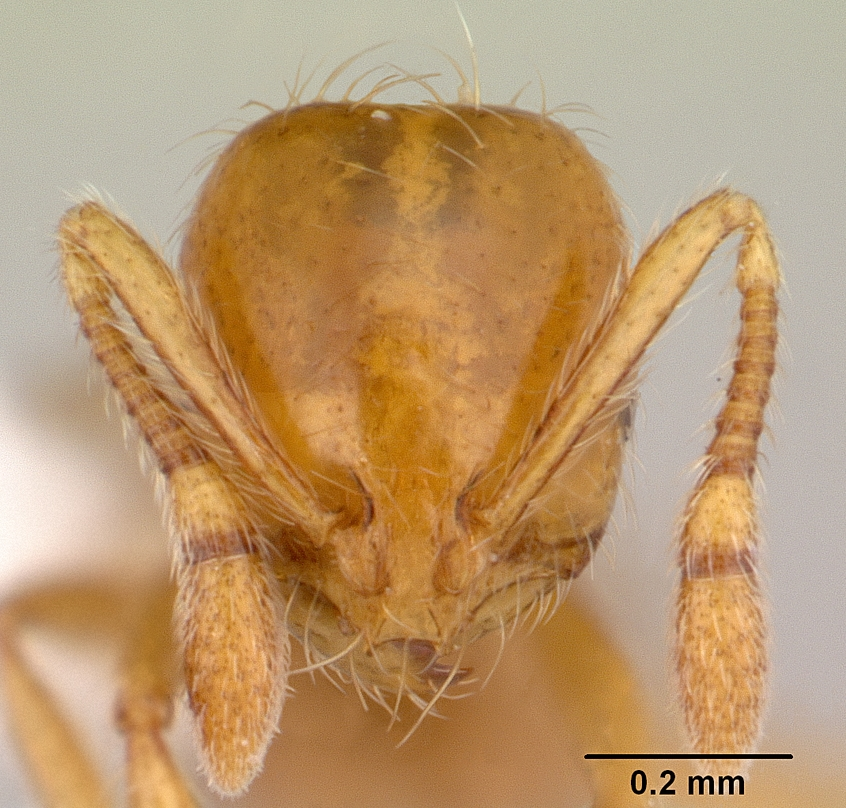
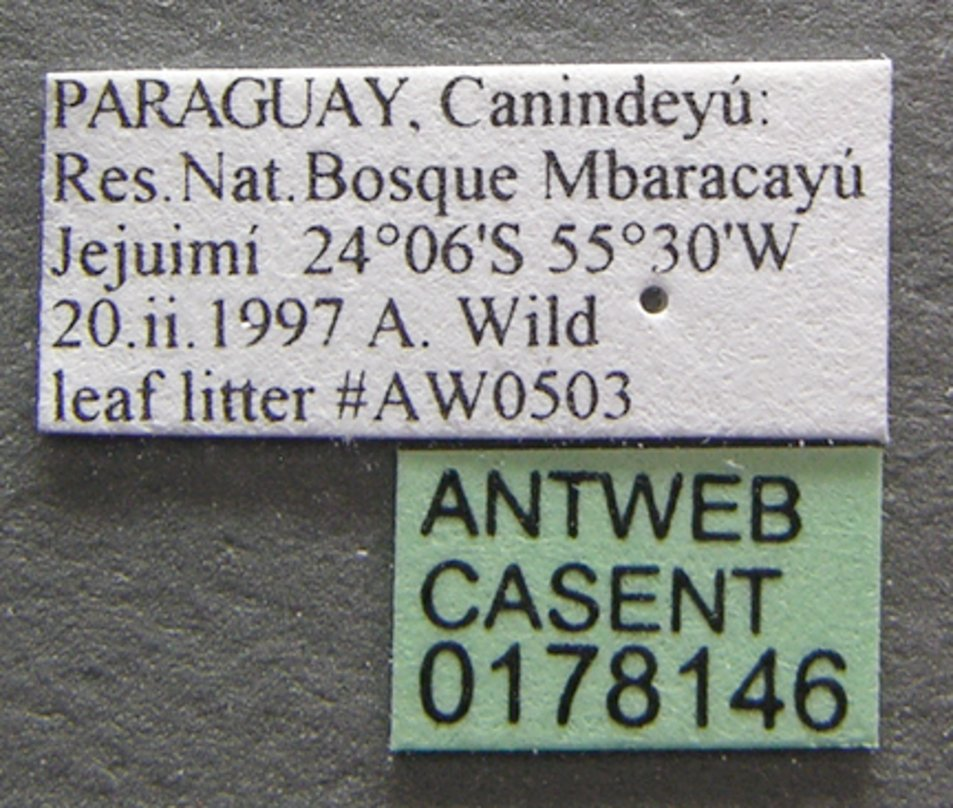
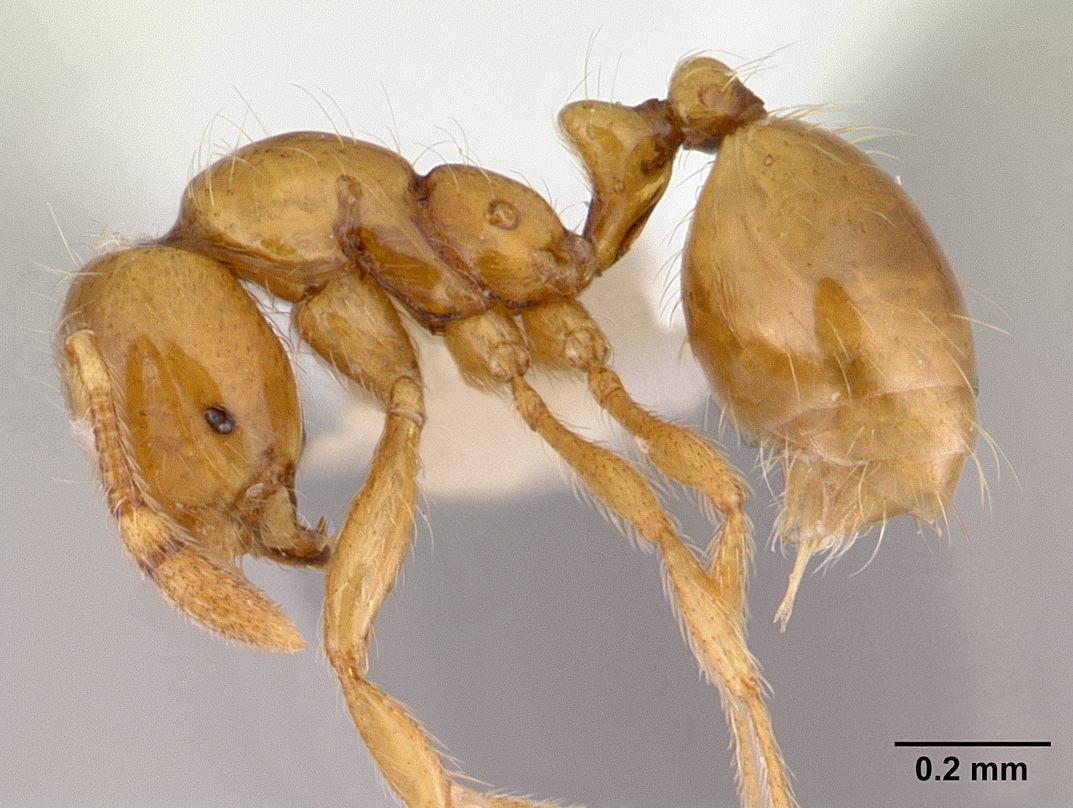